# 浦河駅
浦河駅（うらかわえき）は、北海道（日高振興局）浦河郡浦河町昌平町駅通（しょうへいちょうえきどおり）にあった、北海道旅客鉄道（JR北海道）日高本線の駅である。電報略号はウカ。事務管理コードは▲132223。日高振興局の所在地である浦河町の代表駅だった。
1986年（昭和61年）10月まで運行されていた急行「えりも」の停車駅であった。

## 歴史

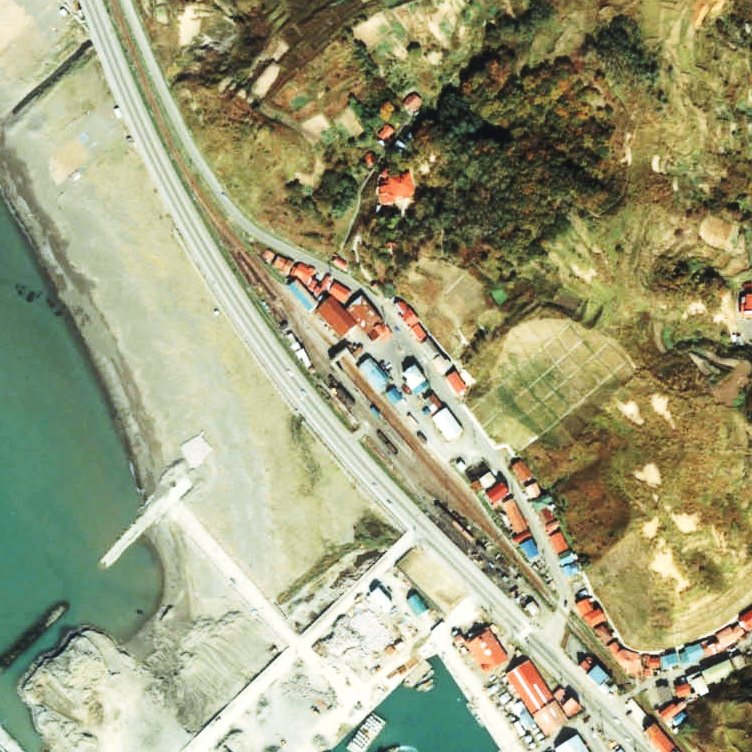
1978年の浦河駅と周囲約500m範囲。右下が様似方面。下端中央に古くから漁港として有名な浦河港が見える。単式と島式の複合ホーム2面3線、駅舎横の様似側に切り欠き状の貨物ホームと引込み線、駅裏に貨物積み卸し線1本とそこから様似側の石炭荷卸し場へ引込み線、苫小牧側にも引込み線を有している。ホーム間には跨線橋も設置されている。

- 1935年（昭和10年）10月24日：国有鉄道日高線日高三石駅 - 当駅間延伸開通に伴い開業[1]。一般駅[1]。
- 1937年（昭和12年）8月10日：当駅 - 様似駅間延伸開通（日高線全通）に伴い中間駅となる。
- 1943年（昭和18年）11月1日：線路名を日高本線に改称、それに伴い同線の駅となる。
- 1982年（昭和57年）12月15日：貨物扱い廃止[1]。
- 1984年（昭和59年）2月1日：荷物扱い廃止[1]。
- 1986年（昭和61年）11月1日：日高本線の特殊自動閉塞（電子符号照査式）化に伴う交換可能駅集約に伴い、棒線化[4]。
- 1987年（昭和62年）4月1日：国鉄分割民営化によりJR北海道に継承[1]。
- 2015年（平成27年）
  - 1月8日：厚賀駅 - 大狩部駅間の高波被害により列車の運行を休止[JR北 2]。
  - 1月27日：静内駅 - 様似駅間で列車の運行を再開[JR北 3]。
  - 2月28日：厚賀駅 - 大狩部駅間の土砂流出により再び列車の運行を休止[JR北 4]。
  - 4月29日：代行バスの乗降場所をジェイ・アール北海道バス日勝線「役場前」バス停留所付近に移設[JR北 5]。
- 2021年（令和3年）
  - 3月31日：この日をもってみどりの窓口が営業を終了[JR北 6]。
  - 4月1日：鵡川駅 - 様似駅間の廃止に伴い、廃駅となる[JR北 1][運輸局 1]。

### 駅名の由来
当駅の所在する地名（町名）より。

## 駅構造
単式ホーム1面1線を有した地上駅。ホームは線路の北西側（様似方面に向かって左手側）に存在した。そのほか本線の苫小牧方から分岐し構内外側への行き止りの側線（旧3番線の一部）を1線、及びその側線から分岐し苫小牧方に戻る形で車庫を有す行き止りの側線を1線有していた。道内初の鉄筋コンクリート製のホームであった。かつては単式ホーム・島式ホーム複合型2面3線を有する列車交換可能な交換駅であった。互いのホームは駅舎側ホーム中央部分と島式ホーム中央部分を結んだ跨線橋で連絡していた。1983年（昭和58年）時点では、駅舎側（西側）が下りの1番線、島式ホーム駅舎側が上りの2番線、外側が側線扱いの副本線である3番線となっていた。3番線の外側に側線を1線、そこから分岐した行き止りの側線を1線有し、そのほか1番線の様似方から分岐し駅舎南側のホーム切欠き部分の貨物ホームへの貨物側線を1線有していた。交換設備運用廃止後は2、3番線をはじめ一部の側線を除き1993年（平成5年）3月までには撤去されたが、様似方のホーム先の線路は転轍機の名残で湾曲していた。
静内駅が管理していた社員配置駅となっていた。駅舎は構内の北西側に位置しホーム中央部分に接していた。開業当初からの建物であるが、国鉄最後のダイヤ改正で縮小された。駅舎は当時最先端だった大阪近郊の駅をモデルにした。みどりの窓口を設置していたが、窓口営業時間は12時00分から16時20分まで、水・土曜と第2・4月曜のみの営業となっていた。自動券売機は設置されていなかったため、近距離きっぷもみどりの窓口での購入となっていた。
「サラブレッド観光と乗馬の街」と記載された「わたしの旅スタンプ」が設置されていた。また以前の文面は「サラブレッドの馬像がある街」であった。かつては「DISCOVER JAPANスタンプ」が設置されていた。
開業当時からの跨線橋も設置されていた。元々上りホームへの渡るものであったが、交換設備廃止後の1988年に浦河町に無償譲渡の上改造され、駅の反対側の国道への自由通路となっていた。
2021年（令和3年）4月1日の駅廃止後も、駅舎内では同年4月4日まで浦河町立郷土博物館主催の写真展が開催される予定。

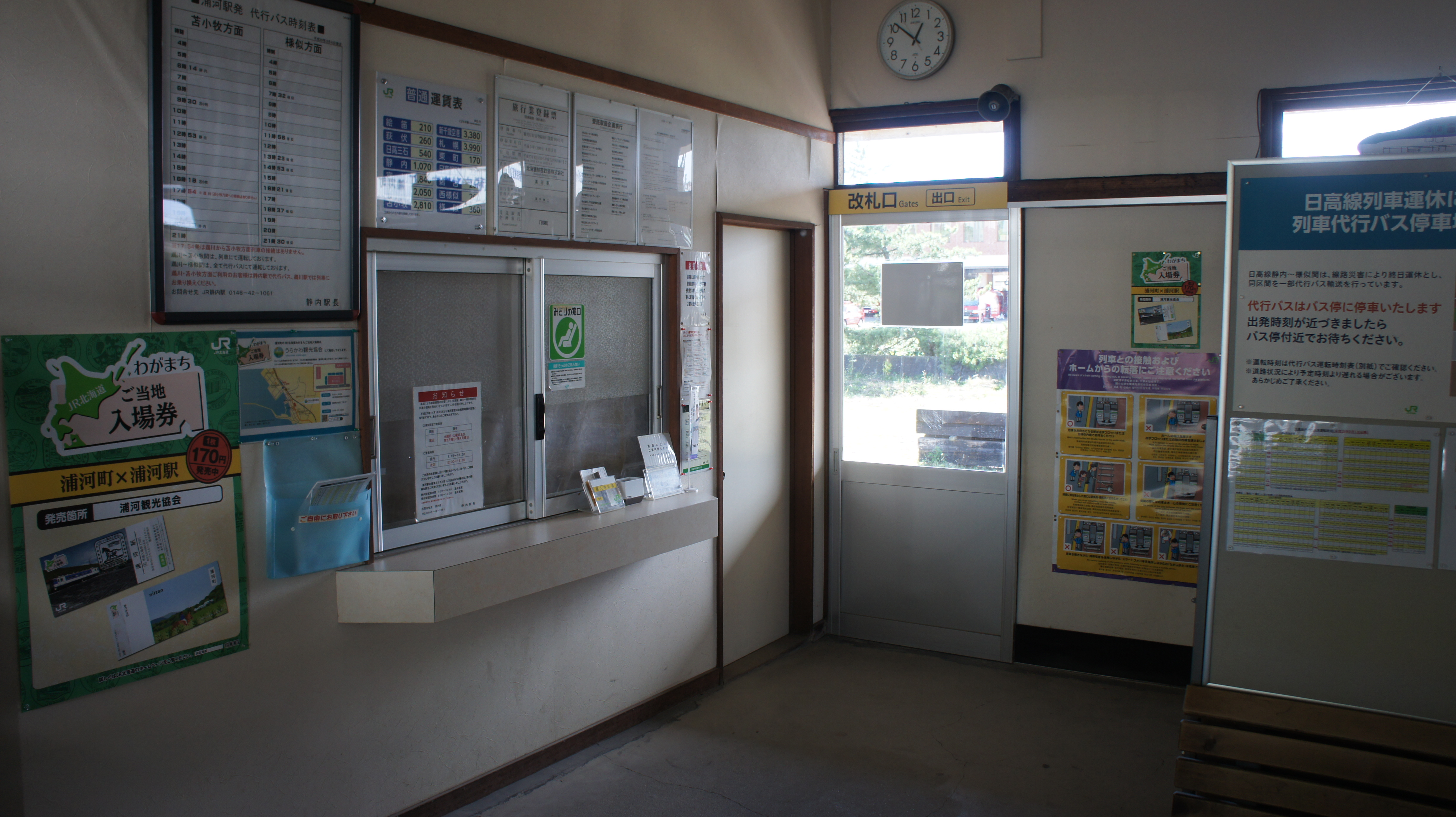
改札口（2017年9月）
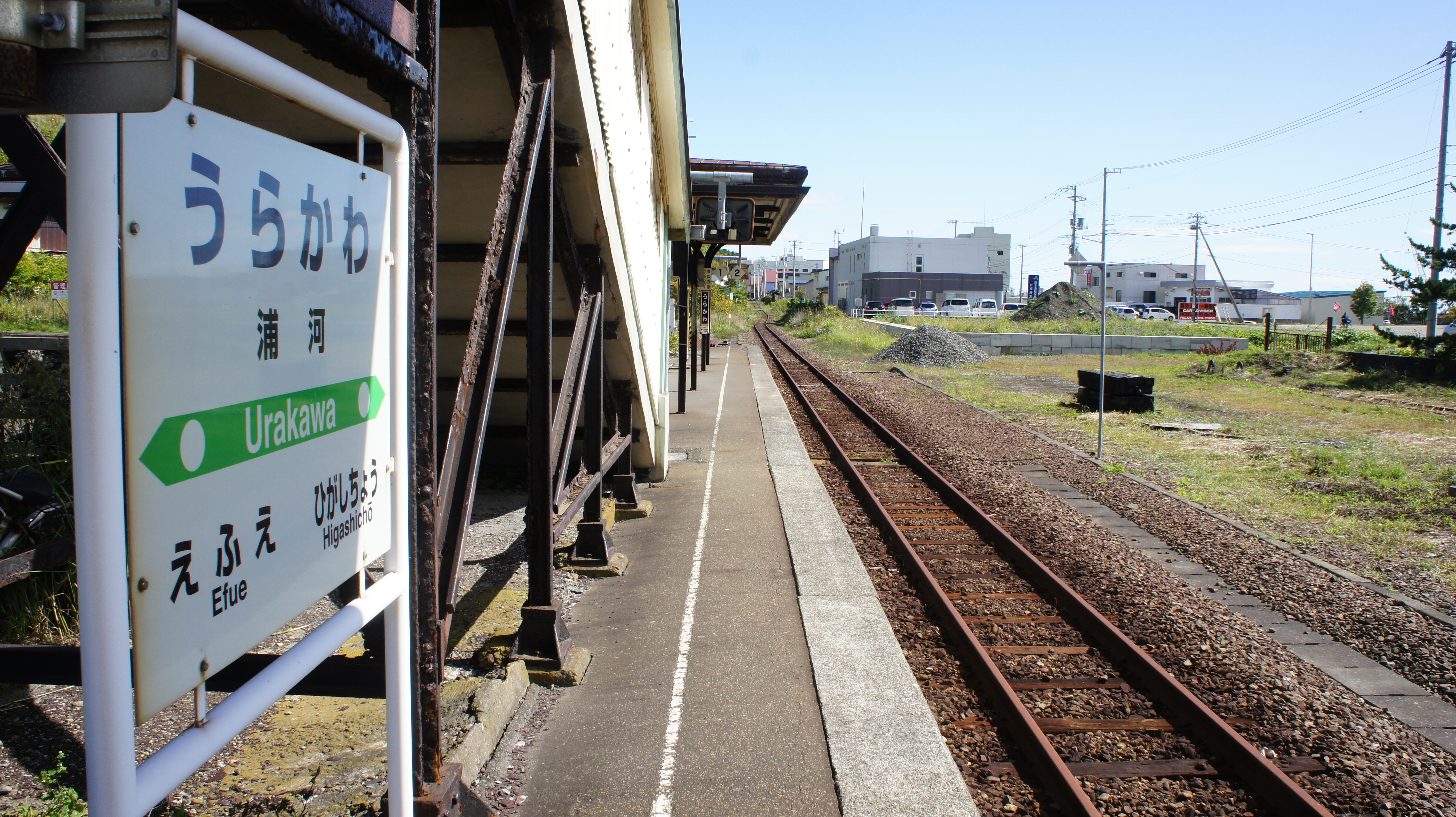
ホーム（2017年9月）
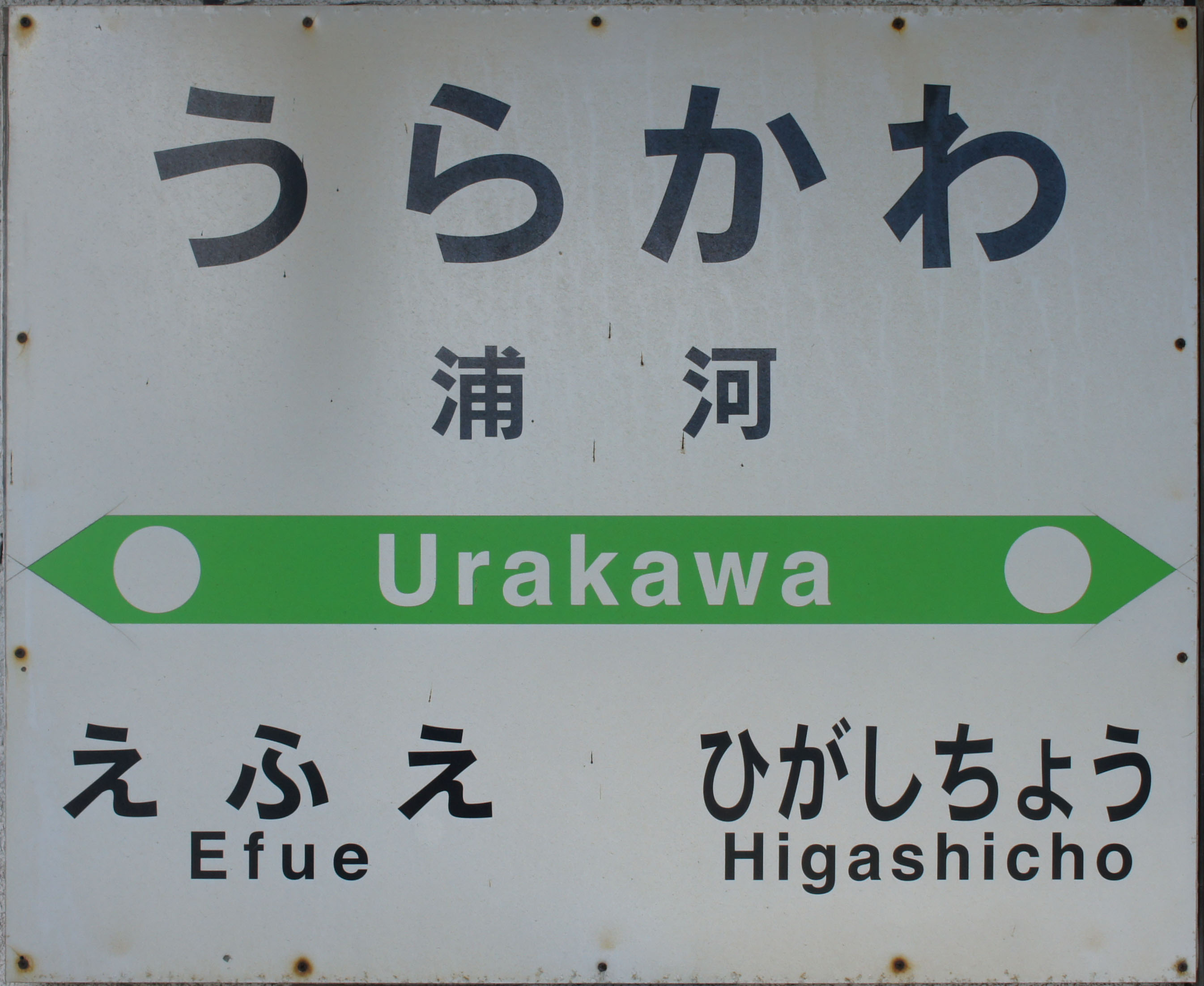
駅名標（2017年9月）
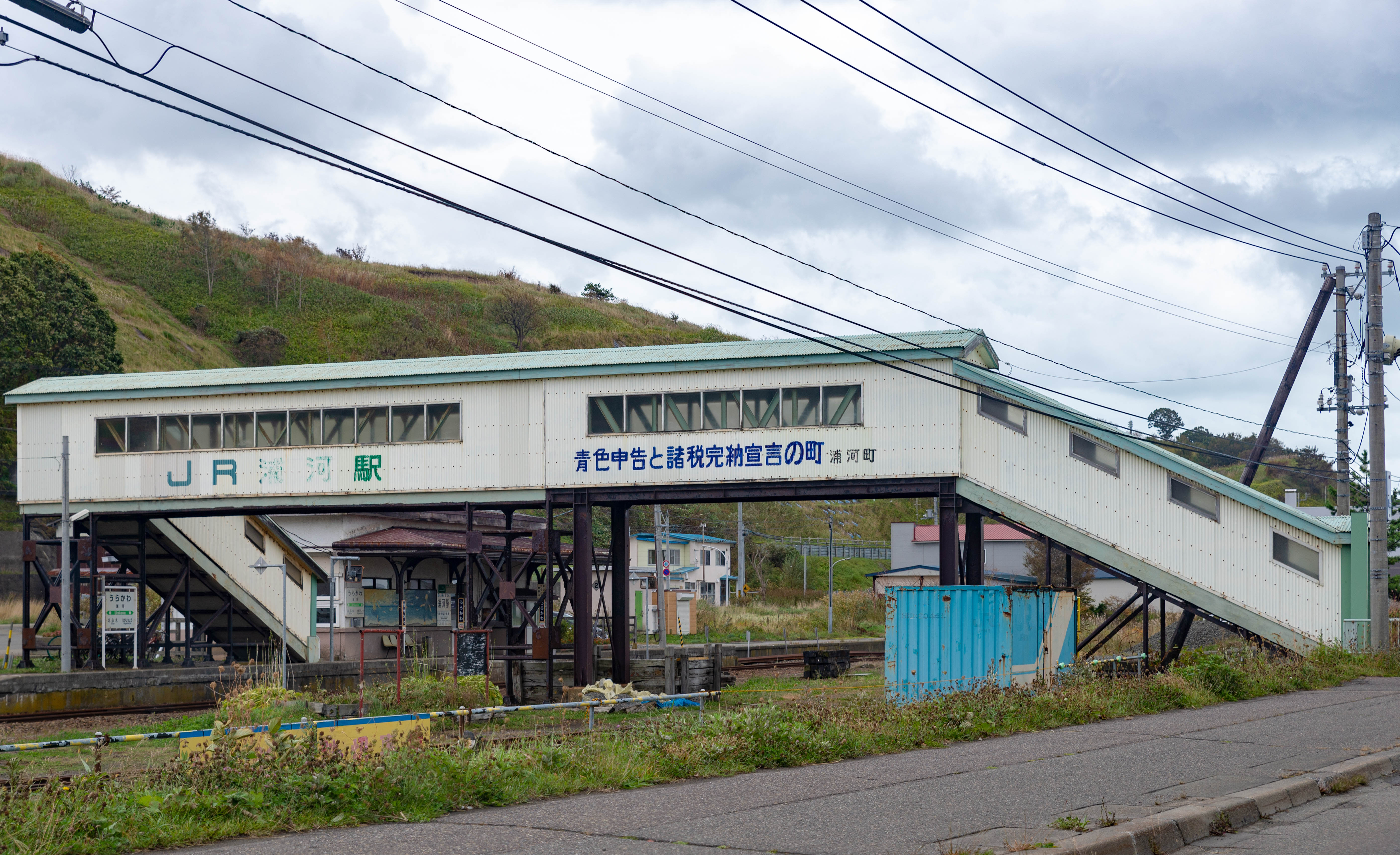
自由通路と駅全景（2015年10月）
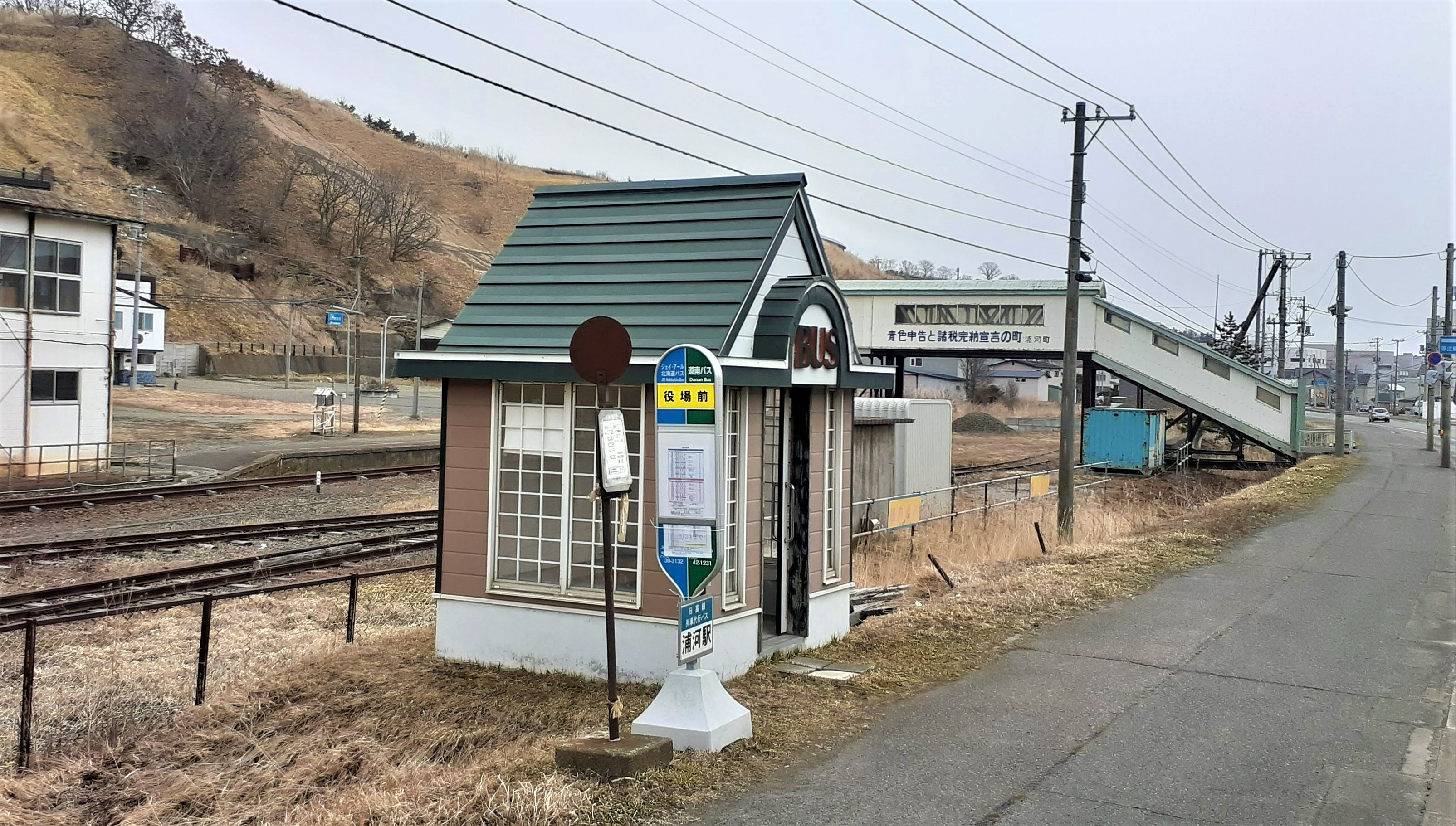
鉄道代行バスの浦河駅停留所（2021年3月）

## 利用状況
乗車人員の推移は以下のとおり。年間の値のみ判明している年については、当該年度の日数で除した値を括弧書きで1日平均欄に示す。乗降人員のみが判明している場合は、1/2した値を括弧書きで記した。また、「JR調査」については、当該の年度を最終年とする過去の各調査日における平均である。当駅についてはバス代行期間が存在するため、一部でバスと列車が別集計となっているほか、各年で集計期間が異なる。備考も参照。
| 年度               | 乗車人員 | 乗車人員 | 乗車人員 | 乗車人員 | 出典        | 備考                                                        |
| 年度               | 年間     | 1日平均  | JR調査   | JR調査   | 出典        | 備考                                                        |
| 年度               | 年間     | 1日平均  | 列車     | 代行バス | 出典        | 備考                                                        |
| ------------------ | -------- | -------- | -------- | -------- | ----------- | ----------------------------------------------------------- |
| 1981年（昭和56年） |          | (160.5)  |          |          | [ 7 ]       | 1日乗降人員：321                                            |
| 1992年（平成04年） |          | (70.0)   |          |          | [ 5 ]       | 1日乗降人員：140                                            |
| 2002年（平成14年） | 12,800   | 40       |          |          | [ 12 ]      |                                                             |
| 2003年（平成15年） | 12,100   | 30       |          |          | [ 12 ]      |                                                             |
| 2004年（平成16年） | 11,700   | 30       |          |          | [ 12 ]      |                                                             |
| 2005年（平成17年） | 10,600   | 30       |          |          | [ 12 ]      |                                                             |
| 2006年（平成18年） | 7,700    | 20       |          |          | [ 12 ]      |                                                             |
| 2007年（平成19年） | 7,000    | 20       |          |          | [ 12 ]      |                                                             |
| 2008年（平成20年） | 5,100    | 10       |          |          | [ 13 ]      |                                                             |
| 2009年（平成21年） | 6,200    | 20       |          |          | [ 13 ]      |                                                             |
| 2010年（平成22年） | 6,200    | 20       |          |          | [ 13 ]      |                                                             |
| 2011年（平成23年） | 6,200    | 20       |          |          | [ 13 ]      |                                                             |
| 2012年（平成24年） | 5,415    | 15       |          |          | [ 13 ]      |                                                             |
| 2014年（平成26年） |          |          | 7        |          | [ JR北 7 ]  | 当年の列車は単年の値。                                      |
| 2017年（平成29年） |          |          |          | 6        | [ JR北 8 ]  | 2015年度末から鵡川 - 様似間バス代行。当年のバスは単年の値。 |
| 2018年（平成30年） |          |          |          | 8.0      | [ JR北 9 ]  | 代行バスの値は過去2年平均                                   |
| 2019年（令和元年） |          |          |          | 6.7      | [ JR北 10 ] | 代行バスの値は過去3年平均                                   |
| 2020年（令和02年） |          |          |          | 5.8      | [ JR北 11 ] | 代行バスの値は過去4年平均                                   |

## 駅周辺
駅の海側は埋立地で、山側が旧国道（通称シベリア街道）。現国道との間に、防波堤が20mほど残っている。
- 国道235号・国道236号
- 日高振興局庁舎
- 浦河町役場
- 浦河警察署
- 浦河簡易裁判所
- 浦河郵便局
- 日高信用金庫本店
- 北洋銀行浦河支店
- ひだか東農業協同組合（JAひだか東）本所
- 日高中央漁業協同組合本所
- 浦河町立浦河第一中学校
- 浦河町立堺町小学校
- 浦河ダム
- 浦河港
- 浦河神社
- 汐見ヶ丘公園
- 向別川
- ジェイ・アール北海道バス（日勝線）、道南バス「浦河町役場」停留所（国道235号線沿い）

## 隣の駅
北海道旅客鉄道（JR北海道）
日高本線
絵笛駅 - 浦河駅 - 東町駅

#### JR北海道
1. 1 2  『日高線（鵡川・様似間）の廃止日繰上げの届出について』（PDF）（プレスリリース）北海道旅客鉄道、2021年1月5日。オリジナルの2021年1月5日時点におけるアーカイブ。2021年1月5日閲覧。
2. ↑  『日高線 厚賀〜大狩部間 67k506m 付近における盛土流出について』（PDF）（プレスリリース）北海道旅客鉄道、2015年1月13日。オリジナルの2015年1月15日時点におけるアーカイブ。2020年10月30日閲覧。
3. ↑  『日高線 静内〜様似間折り返し運転の実施について』（PDF）（プレスリリース）北海道旅客鉄道、2015年1月20日。オリジナルの2015年3月30日時点におけるアーカイブ。2020年10月30日閲覧。
4. ↑  『日高線 静内〜様似間におけるバス代行の実施について』（PDF）（プレスリリース）北海道旅客鉄道、2015年2月27日。オリジナルの2015年3月30日時点におけるアーカイブ。2020年10月30日閲覧。
5. ↑  『日高線運休に伴う列車代行バスの乗降場所変更について』（PDF）（プレスリリース）北海道旅客鉄道、2015年4月17日。オリジナルの2019年7月20日時点におけるアーカイブ。2019年7月20日閲覧。
6. ↑  “ツインクル旅行券取扱箇所の拡大についてお知らせ” (PDF). 旅行センターの閉店に伴う各種取扱いについて.   北海道旅客鉄道 (2021年1月25日). 2021年1月25日時点のオリジナルよりアーカイブ。2021年2月5日閲覧。
7. ↑  “日高線（鵡川・様似間）” (PDF). 線区データ（当社単独では維持することが困難な線区）(地域交通を持続的に維持するために).   北海道旅客鉄道. p. 3 (2018年8月1日). 2018年8月17日時点のオリジナルよりアーカイブ。2018年8月17日閲覧。
8. ↑  「日高線（苫小牧・鵡川間）」（PDF）『線区データ（当社単独では維持することが困難な線区）(地域交通を持続的に維持するために)』、北海道旅客鉄道、3頁、2018年7月2日。オリジナルの2018年8月17日時点におけるアーカイブ。2018年8月17日閲覧。
9. ↑  “日高線（鵡川・様似間）” (PDF). 線区データ（当社単独では維持することが困難な線区）(地域交通を持続的に維持するために).   北海道旅客鉄道. p. 3 (2019年10月18日). 2019年10月18日時点のオリジナルよりアーカイブ。2019年10月18日閲覧。
10. ↑  “日高線（鵡川・様似間）” (PDF). 地域交通を持続的に維持するために > 輸送密度200人未満の線区（「赤色」「茶色」5線区）.   北海道旅客鉄道. p. 3 (2020年10月30日). 2020年11月2日時点のオリジナルよりアーカイブ。2020年11月4日閲覧。
11. ↑  “駅別乗車人員  特定日調査（平日）に基づく”.   北海道旅客鉄道. 2022年8月3日時点のオリジナルよりアーカイブ。2022年8月14日閲覧。

#### 北海道運輸局
1. 1 2  『鉄道事業の一部廃止の日を繰上げる届出について』（PDF）（プレスリリース）国土交通省北海道運輸局、2021年1月5日。オリジナルの2021年1月5日時点におけるアーカイブ。2021年1月5日閲覧。